# Montebello, California
Montebello là một thành phố tại quận quận, tiểu bang California, Hoa Kỳ. Thành phố nằm ở tây nam của thung lũng San Gabriel. Thành phố có diện tích đất 8,4 dặm vuông Anh (22 km2) và có cự ly 8 mi (13 km) về phía đông của trung tâm Los Angeles. Nó được xem là một phần của Gateway Cities, tên gọi thành phố nghĩa là "núi đẹp" trong cả tiếng Ý và tiếng Tây Ban Nha. Dân số theo điều tra năm 2005 của Cục điều tra dân số Hoa Kỳ là 62.500 người, dân số theo điều tra năm 2010 là người, diện tích là km². Trong đầu thế kỷ 20, thành phố nổi tiếng với trữ lượng dầu mỏ. Dân số theo ước tính thời điểm ngày 1 tháng năm 2011 của Bộ Tài chính California là 62.789 người.